# Cuide de Vila Verde
Cuide de Vila Verde ist eine Gemeinde (Freguesia) im nordportugiesischen Kreis Ponte da Barca. In ihr leben 311 Einwohner (Stand 19. April 2021). 